# زمین‌لرزه ۱۹۳۲ اندونزی
زمین‌لرزه اندونزی  در تاریخ ۱۴ مه ۱۹۳۲ میلادی، برابر با ‎۲۴ اردیبهشت ۱۳۱۱، ساعت ۱۳:۱۱:۰۵ به زمان یوتی‌سی در اندونزی رخ داد. ژرفای این زلزله ۳۵ کیلومتر بود. بزرگی آن ۸٫۱ در مقیاس Mw اعلام شده‌است. زمین‌لرزه به وقت محلی در روز شنبه، ساعت ۲۲ روی داده و منطقه زمانی آن یوتی‌سی +۹ بوده‌است .
سازمان زمین‌شناسی آمریکا نیز جای این زمین‌لرزه را در مختصات ۰°۳۰′شمالی ۱۲۶°۰۰′شرقی / ۰٫۵°شمالی ۱۲۶°شرقی و بزرگی آنرا برابر با ۷٫۴ در مقیاس ریشتر اعلام کرده‌است. ژرفای گزارش شده از سوی این سازمان ۲۵ کیلومتر می‌باشد.
شمار کشتگان زلزله حدود ۵ نفر بوده‌است.تعداد زخمیان ۲۰ نفر برآورده شده‌است.بی‌خانمان شدگان نیز ۲۹۶۰ نفر اعلام شده‌است.